# Cheb Mami

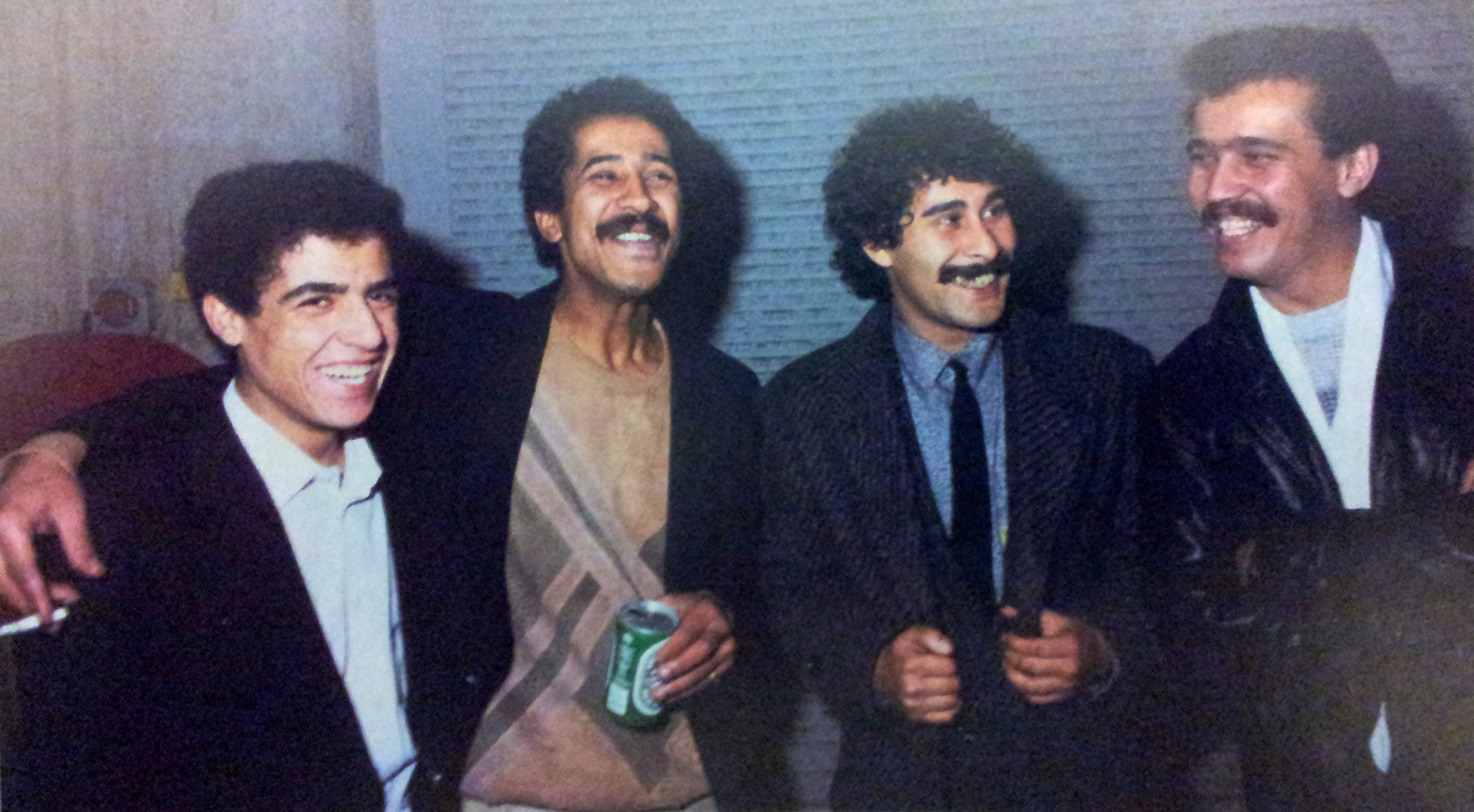
Festival de la chanson Raï en France (1986), de gauche à droite : Cheb Mami, Cheb Khaled, Cheb Hamid, Cheb Sahraoui

Mohamed Khelifati (en arabe : محمد خليفاتي), dit Cheb Mami (الشاب مامي), souvent surnommé le Prince du Raï, est un chanteur de raï et acteur algérien, né le 11 juillet 1966 à Saïda. Son duo avec Sting pour le titre Desert Rose, en 1999, lui permettra de faire découvrir le raï partout dans le monde, comme il en avait toujours rêvé. En France, il est connu pour son duo Parisien du Nord avec K-Mel en 1998.
Il chante principalement en arabe algérien et dans plusieurs dialectes et quelquefois en français comme Au Pays des Merveilles (1999) ou Viens Habibi (2001). La musique de Mami est un mélange éclectique de raï et d'influences méditerranéennes et occidentales, notamment de flamenco, de musique grecque , ainsi que de genres hip-hop, funk, reggae et de musique latine.
Sa carrière est fortement ralentie dans les années 2000 à la suite d'une affaire d'avortement forcé sur son ex-compagne en 2005; il est condamné en 2009 par le tribunal correctionnel de Bobigny à cinq ans d'emprisonnement pour cette affaire. Il sort de prison en 2011.

## Biographie
Admiratif des orchestres féminins, les « medahates », qui animent baptêmes et mariages, il devient à son tour animateur de cérémonies dès l'âge de quatorze ans. Puis, pour subvenir aux besoins de sa famille, ayant obtenu un diplôme d'apprentissage de soudure, il travaille dans le quartier où il habite en tant qu'apprenti soudeur en chantant toute la journée dans l'atelier. Sans jamais oublier sa passion pour la musique, il se rend chaque week-end à Oran pour chanter dans les cabarets où l’attend un public de plus en plus fervent[réf. souhaitée]. En 1982, il se fait remarquer par sa voix souple et aiguë lors d'une émission de la télévision algérienne Elhane Oua Chabab, où il interprète un classique, El Marsam, remporte le second prix d’un concours à la télévision algérienne en séduisant la majorité des téléspectateurs avec une chanson en raï, un style musical alors rejeté par le pouvoir algérien.
En 1982, Boualem Disco-Maghreb l'a repéré et il a enregistré avec lui environ 10 cassettes, produites entre 100 000 à 500 000 copies. Il arrive à Paris en 1985 et participe en 1986 au festival de raï à Bobigny, aux côtés de Khaled, Fadela, Sahraoui, etc.
Il est également le premier à se produire à l’Olympia en 1986. Contraint de repartir en Algérie pour effectuer ses deux années de service militaire, il continue à transmettre sa passion en animant des spectacles dans les casernes.
Il sort son premier album Prince du Raï en 1989. Il enregistre à New York son album de 1990, Let Me Raï. En 1994, il atteint un large succès avec l'album Saïda, vendu à 100 000 exemplaires en France, dont le titre éponyme est un hommage à sa ville natale et reçoit la récompense de double Disque d’Or en Algérie et au Maroc.
En 1995, ses mélodies accompagnent le film de Laetitia Masson En avoir (ou pas). L'année suivante, Cheb Mami sort un nouvel album Douni El Bladi. Cheb Mami a joué dans le film 100% Arabica de Mahmoud Zemmouri (1997). Il reçoit le Prix Miroir de l'espace francophone en 1997.
Cheb Mami a également aidé Faudel à faire ses premiers pas sur scène au début des années 1990[réf. nécessaire].
En 1998, sort l'album Meli Meli, avec notamment le tube Parisien du Nord en duo avec le rappeur K-Mel du groupe Alliance Ethnik. L'album sera réédité un an plus tard avec deux nouveaux titres. Il participe aussi à un duo très symbolique avec le chanteur algérien de musique kabyle, Idir, dans Azwaw 2. Mami se produit sur scène dans différents pays.
En 2001, il sort un nouvel album Dellali. Il participe en 2002 au concert de Solidays. La même année, il participe à l'album Youm Wara Youm de la chanteuse marocaine Samira Saïd.
Cheb Mami participe également à l’album « Opinion sur rue » qui sort en novembre 2003 pour l’association « Un regard, un enfant » en compagnie du Saian Supa Crew, de Sinsemilia et d’autres.
Il est populaire dans le monde[réf. nécessaire] grâce à ses nombreux duos avec de grandes popstars dans son album Du Sud au Nord (2003). On y trouve notamment des duos avec Sting pour Desert Rose, Zucchero pour Cosi Celeste, Susheela Raman, Corneille, Sween pour Non c' sera non en 2006 et "Loin" avec Kenza Farah en 2011.
En 2003, il a été fait chevalier de l'ordre national du Mérite sur proposition du président de la République française de l'époque, Jacques Chirac, qui souhaitait récompenser « le talent d'un très grand artiste qui a fait découvrir le raï dans le monde entier ». Cette distinction lui a été retirée en septembre 2011.
En 2004, il fait un Live au Grand Rex à Paris, où il interprète ses plus grands tubes sur scène. En 2006, il sort l'album Layali.
En 2011, Cheb Mami dit avoir composé un nouvel album lors de son emprisonnement,.
Le 27 mai 2013, Cheb Mami monte sur la scène d'El Nahdha à Rabat au cours du Festival Mawazine, devant 120 000 spectateurs.
En juillet 2015, il est condamné, ainsi que sa société de production, EMI, pour plagiat d'œuvres de l'auteur algérien Rabah Zerradine (Cheb Rabah). Ce dernier est ainsi reconnu comme auteur ou coauteur de Le raï c'est chic, Madanite, Ma vie deux fois et Gualbi Gualbi'.
En 2018, préparant son retour sur scène et en studio[réf. nécessaire], il chante parallèlement en tant qu'invité dans la chanson Des années de Soolking ainsi que dans Kounti de Lacrim.
En 2022, il participe à la cérémonie de clôture des Jeux Méditerranéens sous les vivats de la foule d'Oran.

### Affaire Cheb Mami
En novembre 2005, une plainte est déposée contre Cheb Mami par une photographe française de presse spécialisée dans le raï, ex-compagne du chanteur qu'elle a rencontré lors d'une interview en 2004. Enceinte du chanteur, elle aurait refusé l'avortement qu'il lui aurait demandé à plusieurs reprises. Fin août 2005, à l'instigation de Michel Lévy, imprésario de Cheb Mami, elle est invitée en Algérie. En fait, elle aurait été prise en charge par le directeur artistique local et conduite dans un bungalow où il lui est offert un rafraichissement qui s'avère contenir de la drogue.
Toujours selon elle, lorsqu'elle reprit conscience elle se trouvait dans une propriété de Cheb Mami, où allongée de force, elle aurait été frappée au ventre une nuit entière par trois femmes qui tentent de cette façon de déclencher un avortement forcé. Deux médecins auraient tenté de procéder à un curetage forcé. Au matin, ensanglantée et pantelante, elle est relâchée, mise dans un taxi et renvoyée à Paris. Choquée et blessée, de retour en France, les médecins constatent que le fœtus est toujours viable. Apprenant l'échec de l'avortement forcé, Cheb Mami lui aurait alors proposé une somme d'argent importante en échange de son silence sur le calvaire qu'elle avait subi, et de se faire avorter à ses frais. En mars 2006, elle accouche d'une petite fille.
Disposant d'un enregistrement dans lequel le chanteur hurle : « Tu n'as plus de bébé : le sang, je l'ai vu. C'était comme un morceau de foie », la police judiciaire l'arrête le 25 octobre 2006 à la descente d'un vol en provenance d'Oran et il est incarcéré, pour violence volontaire, séquestration et menace, pendant 3 mois et demi dans la prison de la Santé à Paris avant d'être remis en liberté provisoire en échange d'une caution de 200 000 euros et de la confiscation de son passeport. Il évite la justice en s'enfuyant alors vers l'Algérie en utilisant des papiers périmés. À son retour en France le 29 juin 2009, il est interpellé à l'aéroport d'Orly peu après 19h et placé immédiatement en rétention judiciaire.
Dans une interview au Quotidien d’Oran , Cheb Mami dit avoir été victime d’un chantage et de l'acharnement des médias français parce qu'il serait une « star arabe ». En donnant sa version, il reconnaît les faits et indique « la plus grosse erreur de ma vie, c’est d’avoir suivi le mauvais conseil de mon manager juif », interview qui sera ensuite réajustée, après un quiproquo, à Libération , déclarant « On m'a accusé d'antisémitisme car, dans l'interview que j'ai donnée au Quotidien d'Oran, il est précisé que mon manager et la photographe sont juifs. Mais ce n'est pas moi qui l'ai formulé ainsi, c'est le journaliste. Cela m'a fait énormément de mal. Je n'ai jamais été antisémite. Cela faisait vingt ans que je travaillais en bonne entente avec Michel Lévy, une bonne partie des gens qui ont accompagné ma carrière sont juifs. ».
En réponse à une interview au quotidien El Watan de Cheb Mami, Mohamed Laribi, avocat de Michel Lévy, manager de Cheb Mami, dénonce la stratégie du complot antiarabe et demande à Cheb Mami d'assumer ses actes.
Le 3 juillet 2009, le tribunal correctionnel de Bobigny (Seine-Saint-Denis), le condamne à cinq ans de prison ferme pour tentative d'avortement forcé sur son ex-compagne.
Le 21 septembre 2010, il fait une demande de liberté conditionnelle auprès du tribunal d'application des peines de Melun, qui lui sera refusée le 12 octobre 2010 puis autorisée le 23 mars 2011.
En 2011, il est définitivement exclu de l'Ordre National du Mérite, à la suite de sa condamnation en 2009, à cinq ans de prison ferme pour tentative d'avortement forcé sur son ex-compagne.

## Discographie sélective

### Single
- 1983 : Maandi hadja fa nass
- 1996 : il voyage en solitaire - Album route manset
- 1998 : allez-les-africains - Album amour foot
- 2001 : le bal aux baléares - Album Feelings - Hommage à Loulou Gasté
- 2006 : mada-bia-inedit
- 2006 : leeh-inshalah-[vega-progressive-house-mix

### Duo / Compilations
- 1996 : Fugitif feat Tonton David
- 1996 : Caméléon feat Cheb Khaled
- 1999 : Deep Forest feat Catherine Lara
- 2001 : moonrise feat-nina-rocha miranda
- 2001 : Dertha feat ice-t and steven-seagal
- 2001 : changent de mentalité feat Ismaël lo
- 2004 : Everlasting feat Herbert Grönemeyer and George Dalaras
- 2006 Rai Nb Fever 2 version Sky rock - Ricky Martin Feat Cheb Mami and Cheba Maria
- 2006 : Raïn'B Fever 2 («Non C'Sera Non» en duo avec Diam's)
- 2011 : Raïn'B Fever 4 («Loin» en trio avec DJ Kore et Kenza Farah)
- 2019 " kounti ghir nti " feat lacrim
- 2020 : " Ça fait des années " avec Soolking ( Prod by Zak Cosmos )

## Collaboration
- 1999 : Brand New Day de Sting - Chant sur Desert Rose

### Clip
- 1991 : Douha Alia
- 1991 : Haoulou
- 1992 : Wahren Wahren
- 1994 : Ma Ma
- 1996 : Fugitif featuring Tonton David
- 1996 : Douha Alia version 100% Arabica
- 1998 : Meli Meli
- 1999 : Desert Rose (de Sting).
- 2001 : Le Raï C'est Chic
- 2001 : Youm Wara Youm (Featuring Samira Said).
- 2002 : Au Pays des Merveilles
- 2003 : Parisien du Nord (Remix) (Featuring, K-mel)
- 2004 : Non C'sera non
- 2020 : Ça fait des années (Featuring Soolking).

## Dans la culture
- 1996 : Douha Alia figure dans la bande originale de film du long métrage Les Voleurs réalisé par André Téchiné (source : générique)